# Northern State University
Die Northern State University (NSU) ist eine vierjährige, öffentliche Universität in Aberdeen, South Dakota (USA). Sie untersteht dem South Dakota Board of Regents. Die NSU bietet 38 Haupt- und 42 Nebenfächer zum Studium an. Außerdem werden sechs Associate Degree, acht berufsvorbereitende sowie neun Masterstudiengänge angeboten.

## Sport
Die Northern State Wolves treten in 16 interuniversitären Sportarten an. Das Sportprogramm startete 1902 mit Basketball (Männer) und Leichtathletik. American Football folgte 1903, Baseball 1904. Die Northern State University ist zweimaliger nationaler Meister im Basketball der Frauen (1992 und 1994). Aktuell bietet Northern State folgende Sportarten an: Geländelauf für Frauen und Männer, Golf für Frauen und Männer, Basketball für Frauen und Männer, In- und Outdoor-Leichtathletik für Frauen und Männer, Frauenfußball, Fastpitch Softball für Frauen, Volleyball, American Football, Wrestling und Baseball. Seit 2007 bietet Northern auch Damentennis und Damenschwimmen an.
Northern State ist Mitglied der Northern Sun Intercollegiate Conference (NSIC), welche sich aus 14 Universitäten in fünf Staaten zusammensetzt: Bemidji State University (MN), Concordia University St. Paul (MN), University of Minnesota-Crookston, Minnesota State University, Upper Iowa University, Wayne State College (NE), Winona State University (MN), University of Minnesota Duluth, Augustana College, Minnesota State University, Mankato und St. Cloud State University. Northern State ist seit 1978 Mitglied der Conference und belegt, bei der Anzahl der Immatrikulationen der 14 Universitäten, den vorletzten Platz. In den 90er Jahren wurden alle Mitglieder der NSIC, nach mehreren Jahren gleichzeitiger Mitgliedschaft in der National Association of Intercollegiate Athletics (NAIA), zu ausschließlichen Mitgliedern der National Collegiate Athletic Association (NCAA Division II).
Das Footballteam der NSU spielt in Swisher Field, einem Stadion mit 6.000 Sitzplätzen im Süden von Aberdeen. Dort finden auch Leichtathletikwettkämpfe statt. Swisher Field ist das zweitgrößte Footballstadion in der Northern Sun Intercollegiate Conference (NSIC) nach dem Bismarck Community Bowl der University of Mary aus North Dakota. Das Softballteam tritt im campusnahen Moccasin Creek Softballkomplex an. Das Baseballteam spielt in Fossum Field, welches im Nordosten der Stadt gelegen ist. Der Fußballplatz sowie die Tennisplätze befinden sich gegenüber von Jerde Hall auf der Ostseite des Campus. Das Barnett Center wird von allen Sportteams in der Nebensaison für ihr Training genutzt. Die Ausstattung besteht unter anderem aus einem Kraftraum, einer Turnhalle, einem Schwimmbecken, einem Racquetballplatz, einem Raum für Wrestling, einem Trainingsraum, einem Schlagkäfig für Baseball sowie mehreren Unterrichtsräumen, Büros und Umkleideräumen. Das Barnett Center beherbergt auch die Wachs Arena, welche mit 8.000 Sitzplätzen die Heimstätte für Basketball-, Wrestling-, Volleyball- sowie Leichtathletikteams darstellt. Die Wachs Arena hat die zweifache Kapazität der größten Arena in der NSIC.
Der NSU Sport wird sowohl von Studenten als auch von der Gemeinschaft stark unterstützt. Männer- und Frauenbasketballspiele sowie Footballspiele sind nach den Zuschauerzahlen konstant in den nationalen Top 10 der NCAA Division II. Das Männerbasketballteam hatte in der Saison 2005/2006 die höchste nationale Zuschaueranzahl.
Der Cheftrainer der Wolves, Don Meyer, trainiert Basketballmannschaften seit über 30 Jahren und hat in dieser Zeit etliche Preise gewonnen. Er erreichte 700 Siege schneller als jeder anderer Trainer in der Geschichte des Collegebasketballs. Er begann seine Cheftrainerkarriere bei der NCAA Division III an der Hamline University in Minnesota, wo er in drei Jahren eine Bilanz von 37:41 aufstellte, bevor er an die David Lipscomb University in Nashville, Tennessee wechselte. In seiner 24-jährigen Trainertätigkeit an der David Lipscomb University hielt Meyer eine Bilanz von 665:179 (inklusive der nationalen Meisterschaft von 1986). 1999 nahm Meyer die Cheftrainerposition an der Northern State University an und erreichte eine Bilanz von 139:67. Meyer ist der Basketballtrainer mit den meisten Siegen in der NCAA.

## Campus
Der südlich von Aberdeen gelegene Campus umfasst 0,29 km². Die ältesten Gebäude sind zentral auf dem Campus gelegen. Seitdem hat sich der Campus nach außen vergrößert. Die Gebäude, in welchen die Vorlesungen stattfinden, sind das Technology-Center, das Johnson Fine Arts Center (Sitz der Fakultät der bildenden Kunst) und das Mewaldt-Jensen-Gebäude mit 16 Unterrichtsräumen, 13 Laboratorien sowie 60 Büros für die Fachbereiche Mathematik, Naturwissenschaft und Wirtschaft.
Das 1960 eröffnete Student Center beherbergt die Mensa, die Universitätsbuchhandlung und -post, alle studentenbezogenen Dienste sowie mehrere Konferenzräume. Die Beulah-Williams-Bibliothek wurde durch Umbauten auf die dreifache Größe erweitert, sie kann nun 400 Studenten aufnehmen und hat etliche Studiengruppenräume, Multimediaplätze und eine beträchtliche Büchersammlung.
Der 11.900 m² große Sportkomplex, das Joseph-H.-Barnett-Gebäude, wurde 1987 fertiggestellt und beherbergt alle Trainerbüros sowie etliche Unterrichtsräume. Die Wachs Arena ist nach dem Basketballtrainer Bob Wachs benannt, welcher in seiner 30-jährigen Karriere (1955–1985) 532 Spiele gewonnen hat.

## Berühmte Absolventen
- Floyd Red Crow Westerman (1936–2007), Sänger, Schauspieler und indianischer Aktivist
- Dallas Cowboy Ronnie Cruz